# Pseudagrion dispar
Pseudagrion dispar är en trollsländeart som beskrevs av Fraser 1949. Pseudagrion dispar ingår i släktet Pseudagrion och familjen dammflicksländor. Inga underarter finns listade i Catalogue of Life.